# Soporte remoto
En las Tecnologías de la Información y Comunicación (TIC), las herramientas de soporte remoto son herramientas que habilitan a un tercero la conexión a un ordenador remoto a través de Internet. A pesar de que el objetivo principal es facilitar el acceso a los ordenadores que se encuentran en cualquier parte del mundo, las aplicaciones de soporte remoto también proporcionan características como la transferencia de archivos, escritorio compartido o sincronización de archivos.

## Ejemplos
- BeAnywhere
- Teamviewer
- AnyDesk